# Foster (Missouri)
Foster és una població dels Estats Units a l'estat de Missouri. Segons el cens del 2000 tenia 130 habitants.

## Demografia
Segons el cens del 2000, Foster tenia 130 habitants, 52 habitatges, i 34 famílies. La densitat de població era de 106,8 habitants per km².
Dels 52 habitatges en un 42,3% hi vivien nens de menys de 18 anys, en un 61,5% hi vivien parelles casades, en un 1,9% dones solteres, i en un 32,7% no eren unitats familiars. En el 32,7% dels habitatges hi vivien persones soles el 19,2% de les quals corresponia a persones de 65 anys o més que vivien soles. El nombre mitjà de persones vivint en cada habitatge era de 2,5 i el nombre mitjà de persones que vivien en cada família era de 3,23.
Per edats la població es repartia de la següent manera: un 31,5% tenia menys de 18 anys, un 5,4% entre 18 i 24, un 30,8% entre 25 i 44, un 20% de 45 a 60 i un 12,3% 65 anys o més.
L'edat mediana era de 35 anys. Per cada 100 dones de 18 o més anys hi havia 128,2 homes.
La renda mediana per habitatge era de 28.750 $ i la renda mediana per família de 46.875 $. Els homes tenien una renda mediana de 27.000 $ mentre que les dones 17.188 $. La renda per capita de la població era de 15.631 $. Entorn del 6,5% de les famílies i el 12,5% de la població estaven per davall del llindar de pobresa.

## Poblacions més properes
El següent diagrama mostra les poblacions més properes.